# Война великана
«Война великана» (англ. War of the Colossal Beast) — американский фильм ужасов 1958 года.

## Сюжет
Фильм продолжает историю первой части фильма о Невероятно огромном человеке.
Полковник Гленн Мэннинг, получивший тяжелое ранение из базуки, и упавший с плотины Гувера остался жив. Течение реки вынесло его в Мексику, где он нападает на грузовики перевозящие продовольствие. В результате полученных от падения ранений Гленн потерял рассудок и получил жуткие увечья лица. Американские военные, совместно с мексиканской полицией проводит операцию по захвату великана и доставки его военно-транспортным самолётом в США, где ученые пытаются восстановить ему память.

## В главных ролях
- Сали Фрейзер — Джойс Мэнинг (сестра Глена)
- Джордж Пис — майор Марк Бейрд
- Дункан Паркин — полковник Мэнинг (Великан)
- Рас Бендер — доктор Кармайкл
- Аланис Рико — сержант Луис Мурильо

## Факты
- В продолжении фильма «Война Великана» роль полковника Глена Мэнинга сыграл другой актёр — Дункан Паркин, в то время как в первом фильме «Невероятно огромный человек» эту роль сыграл Гленн Ланган.
- Один и тот же актёр сыграл разных персонажей в первой и второй частях фильма, соответственно. Рас Бендер — в первой части исполнил роль доктора Ричарда Кингмена, а во второй — доктора Кармайкла.